# Bulbophyllum scariosum
Bulbophyllum scariosum är en orkidéart som beskrevs av Victor Samuel Summerhayes. Bulbophyllum scariosum ingår i släktet Bulbophyllum och familjen orkidéer. Inga underarter finns listade i Catalogue of Life.